# Animal Crossing (відеогра)
Animal Crossing, відома в Японії як Dōbutsu no Mori+, — це відеогра 2001 року, жанру симулятор життя розроблена та опублікована Nintendo для GameCube. Це перша гра в серії Animal Crossing, а також вдосконалена версія гри Dōbutsu no Mori, Nintendo 64, яка була випущена лише в Японії на початку того ж року, а за нею було випущено інше видання, Dōbutsu no Mori e+, у 2003 році.
Animal Crossing — нескінченна нелінійна гра, в якій людина (гравець) поселяється в селі, населеному антропоморфними тваринами. Основна мета гри — заощадити гроші, щоб виплатити іпотеку на будинок гравця. Для цього потрібно збирати природні матеріали та продавати їх. Гравець може брати участь у повсякденному житті села, спілкуватися з тваринами, відвідувати заходи та сприяти розвитку села. Західна локалізація гри суттєво відрізняється від оригінального випуску тим, що японські свята та культурні посилання замінені на західні.
На початку розробка гри була зупинена через провал периферійного пристрою 64DD. Переглядаючи наявні розробки, дизайнер Кацуя Егучі вирішив створити нелінійний симулятор життя, який би містив теми сім'ї, дружби та спільноти, а також дозволяв кільком гравцям розвивати віртуальне місто в різний час. Егучі також хотів створити гру, яка б обслуговувала ширшу аудиторію, включаючи тих, хто не знайомий з відеоіграми.
Animal Crossing мав критичний і комерційний успіх у Японії та за кордоном, залучивши багато нетрадиційних з іграми аудиторію. Критики високо оцінили незвичайний, але захоплюючий геймплей гри, який був позбавлений мети та стресових елементів. Критика зосереджена на застарілій графіці та простому художньому стилі. Гра вважається одним із найперших прикладів жанру казуальних ігор і поклала початок однойменній франшизі, яка мала подальший успіх у своїх продовженнях. Вважається однією з найкращих ігор усіх часів.

## Геймплей

Скріншот надземного світу, на якому зображений персонаж гравця. Гра має графіку з версії Nintendo 64.

Animal Crossing — це соціальна гра-симулятор, яку Nintendo назвала «комунікаційною грою». Вона відкрита, і персонаж гравця може жити окремим життям із дуже невеликим сюжетом або обов'язковими завданнями. Гравці беруть на себе роль нового жителя міста. Стать і зовнішній вигляд персонажа залежать від відповідей, отриманих від кота на ім'я Ровер, якого гравець зустрічає в поїзді, який персонаж везе в місто. Також є завдання, які гравці можуть виконати, і цілі, яких вони можуть досягти. Гра відбувається в реальному часі, спостерігаючи за днями, тижнями, місяцями та роками за допомогою внутрішнього годинника GameCube. Багато реальних подій і свят охоплюють рік, зокрема День незалежності, Хелловін, Свято врожаю (День подяки) і День іграшок (Різдво). Інші заходи, такі як рибальські турніри та ранкові заняття фітнесом, відбуваються за регулярним розкладом. Коли гравці припиняють гру, вони можуть поговорити зі своїм гіроїдом, істотою поруч із їхнім будинком, щоб зберегти свій прогрес. Якщо гравець вимкне гру або скине налаштування GameCube без попереднього збереження, те, що він досяг під час попередньої незбереженої гри, буде втрачено, але все інше збережеться; однак кріт на ім'я містер Ресетті з'являється перед будинком гравця наступного разу, коли вони грають, щоб вилаяти їх за скидання та змушує гравця до тривалої розмови. Рідко Дон Ресетті з'являється замість містера Ресетті, Дон Ресетті є старшим братом містера Ресетті, але вони обидва мають протилежні особистості. Дон Ресетті радить гравцеві зберегти гру замість того, щоб злитися на гравця за те, що він не зберіг гру, як це робить містер Ресетті.
Одна з головних цілей гри, яка ставиться гравцеві під час початкових кат-сцен гри, полягає в тому, щоб збільшити розмір будинку персонажа гравця. Цей будинок є сховищем меблів та інших предметів, придбаних під час гри. Його можна налаштувати декількома способами, наприклад колір даху, меблі, музика, шпалери та підлогу. Ці налаштування оцінює Академія щасливої кімнати (HRA).
Том Нук, танукі у японській версії та єнот у американській та європейській версіях, керує місцевим магазином. На початку гри він дає гравцеві їхній перший будинок із заставою 19 800 дзвіночків (валюта гри). Після сплати боргу, частина якого виплачується через неповний робочий день у Нука, будинок розширюється, що викликає у Нука ще один борг. Будинок розширюється кілька разів протягом гри. Гравці можуть продати Нуку фактично будь-що в обмін на дзвіночки. Коли гравець буде купувати та продавати товари в магазині Нука, він поступово розширюватиметься, пропонуючи ширший вибір товарів для покупки. Гравці також можуть відвідувати такі місця, як магазин одягу Сестр Ейбл, де вони можуть придбати або створити новий одяг; поліцейська дільниця, де вони можуть отримати додаткові речі з Бюро знахідок; і музей, куди вони можуть пожертвувати скам'янілості, картини, риб і комах, щоб виставити їх.
Село спочатку містить шість жителів, і більше жителів переміщуються або виходять залежно від дій гравця. Тут проживає максимум п'ятнадцять селян одночасно. Усі жителі села — тварини, і в кожного є дім, який гравець може відвідати. Існує багато можливих взаємодій між гравцем і жителями села, включаючи розмови, обмін предметами, виконання завдань, написання листів і, в e+, купівлю ліків, коли вони захворіють. Селяни взаємодіють один з одним незалежно від контролю гравця.

### Багатокористувацька гра
До чотирьох гравців можуть по черзі створювати власні будинки в одному селі. Кожен з них може впливати на село по-своєму, спілкуватися один з одним через міську раду та пошту та ділитися досвідом села. Кілька гравців можуть по черзі відправляти предмети один одному через Тома Нука, використовуючи систему кодів. Доступні багатокористувацькі ігри NES.
Система подорожей дозволяє кожному гравцеві відвідувати села інших гравців. Для цієї системи потрібна додаткова карта пам'яті з даними гри та три блоки пам'яті для збереження даних про подорожі. Гравці можуть знайомитися з новими жителями села, робити покупки в магазинах, викидати предмети та робити майже все, що вони можуть робити у своєму місті. Відвідувачі мають обмежені привілеї та не отримують тих самих послуг, які вони мали б у своєму місті. Наприклад, Том Нук з іншого міста не поїде, щоб пофарбувати дах, а це означає, що гравці не можуть купувати фарбу в іншому місті. Відвідавши інше місто, один із жителів села може переїхати до відвіданого міста. Якщо у відвіданому місті є цілих п'ятнадцять жителів, це змусить когось із відвіданого міста переїхати. Залежно від того, скільки карток пам'яті має гравець або його друзі, можна побачити багато інших сіл і знайти різні предмети. Якщо гравець взаємодіє з жителем села, який переїхав із свого села до відвіданого села, житель села запам'ятає гравця.

### Підключення Game Boy Advance
Підключення Game Boy Advance відіграє важливу роль у Animal Crossing за допомогою кабелю зв'язку Nintendo GameCube — Game Boy Advance. У кожному місті є острів, на який можна потрапити, підключивши Game Boy Advance за допомогою кабелю GameCube. Персонаж на ім'я Кєпп'н безкоштовно переправляє гравця на острів. По острову бродить ексклюзивна тварина, з якою гравець може подружитися. На острові є ексклюзивний вид фруктів: кокоси. Гравець також може прикрасити невеликий спільний будиночок на пляжі та рибалити на березі. Вийшовши, гравець може завантажити острів на GBA і дати фрукти жителю села, який скидає дзвони; якщо гравець повертається на острів, він може забрати гроші, які випали. Гравці можуть залишити острів'янину інструменти, як-от лопату чи сітку. Завантажені острови можна обмінювати між GBA за допомогою кабелю Game Boy Advance Link Cable.
Game Boy Advance можна використовувати під час покупок у Сестр Ейбл. Інструмент для розробки шаблонів можна завантажити на Game Boy Advance, а потім гравець може завантажити дизайни, створені на Game Boy Advance, на GameCube. Доступ до цієї функції можна отримати, підключивши Game Boy Advance за допомогою кабелю GameCube-Game Boy Advance і поговоривши з Мейбл у магазині Сестр Ейбл. Гра також сумісна з e-Reader; відвідавши поштове відділення, підключившись до аксесуара через кабель Game Boy Advance Link, гравці можуть сканувати тематичні картки Animal Crossing, щоб отримати нові предмети, міські мелодії чи візерунки.

### Ігри Nintendo Entertainment System
Гравці можуть збирати різні ігри Nintendo Entertainment System у Animal Crossing, у які можна грати за допомогою емуляції. Північноамериканські випуски були упаковані з картою пам'яті, яка автоматично давала гравцеві дві гри після створення файлу гри. Інші придбані різними способами, як-от подарунки від жителів села, заховані на острові, або через спеціальні розіграші на вебсайті Nintendo. Доступні ігри NES дещо відрізняються в кожному випуску.
Для гри доступні такі ігри NES:
| Гра                  | Doubutsu no Mori | Doubutsu no Mori+ | Animal Crossing / Doubutsu no Mori e+ |
| -------------------- | ---------------- | ----------------- | ------------------------------------- |
| Balloon Fight        | Так              | Так               | Так                                   |
| Baseball             | Ні               | Так               | Так                                   |
| Clu Clu Land         | Так              | Так               | Так                                   |
| Clu Clu Land D       | Ні               | Так               | Так                                   |
| Donkey Kong          | Так              | Так               | Так                                   |
| Donkey Kong Jr.      | Так              | Так               | Так                                   |
| Donkey Kong Jr. Math | Ні               | Так               | Так                                   |
| Donkey Kong 3        | Ні               | Так               | Так                                   |
| Excitebike           | Ні               | Ні                | Так                                   |
| Golf                 | Так              | Так               | Так                                   |
| Gomoku Narabe Renju  | Ні               | Так               | Ні                                    |
| Mahjong              | Ні               | Так               | Ні                                    |
| Pinball              | Так              | Так               | Так                                   |
| Punch-Out!!          | Ні               | Так               | Так                                   |
| Soccer               | Ні               | Ні                | Так                                   |
| Tennis               | Так              | Так               | Так                                   |
| Wario's Woods        | Ні               | Так               | Так                                   |

Чотири додаткові ігри NES неможливо отримати в грі звичайними засобами. У Північній Америці дві з цих ігор, Ice Climber і Mario Bros., були випущені з використанням двох карток e-Reader, які не розповсюджувалися в Європі чи Японії. Японські гравці отримували Ice Climber у подарунок, якщо вони користувалися спеціальною послугою, наданою Nintendo для перенесення своїх збережених даних із Dōbutsu no Mori на Dōbutsu no Mori+; з тих пір цю послугу було припинено. Super Mario Bros. було роздано в Японії як приз Famitsu серед гравців Dōbutsu no Mori+. The Legend of Zelda існує в коді гри, але не доступна в грі. Ці чотири бонусні ігри можна отримати за допомогою чит-пристрою в попередніх випусках GameCube, але їх було видалено в Dōbutsu no Mori e+.
Функція Advance Play дозволяє гравцям підключити Game Boy Advance до GameCube і тимчасово перенести гру NES на GBA. Це несумісно з іграми, які спочатку створювалися для Famicom Disk System, наприклад Clu Clu Land D і The Legend of Zelda, або мають розмір більше 192 KB, наприклад Punch-Out!! і Wario's Woods, оскільки вони не можуть поміститися в оперативну пам'ять GBA. У всі інші ігри можна грати через Advance Play, але багатокористувацькі функції не підтримуються, а їхня графіка на дисплеї GBA виглядає трохи здавленою через меншу вертикальну роздільну здатність.
Додатковий предмет меблів NES мав на меті дозволити гравцям емулювати інші ігри NES, які не включені в гру, читаючи ПЗУ NES, що зберігаються на карті пам'яті гравця. Незважаючи на те, що емулятор залишається доступним у фінальній грі, додаткові ПЗУ ніколи не розповсюджувалися, залишаючи цю функцію в кінцевому рахунку невикористаною. У 2018 році незалежному розробнику програмного забезпечення вдалося змінити програмне забезпечення для емуляції та перетворити ПЗУ у сумісний формат, що дозволило імпортувати нові ігри NES в емулятор Animal Crossing.

## Розробка та випуск
Гру розробила Nintendo EAD за участю недосвідченої команди на чолі з Кацуя Егучі, Хісаші Ногамі та співавтором Super Mario Такаші Тезукою, більшість із яких перегрупувалися після випуску Yoshi's Story у 1997 році. Периферійний пристрій 64DD слугував сприятливою технологічною платформою для концепції та розробки гри з годинником реального часу та дискетою 64 MB для записуваного накопичувача. Через тривалі затримки та скасування 64DD розробку гри було перенесено на картридж Game Pak  —  єдиний Game Pak, який містить годинник реального часу  —  а також Controller Pak для збереження прогресу. Кадзумі Тотака виступив звукорежисером гри. Кента Нагата створив фонову музику для полів, Тору Мінегіші для внутрішніх приміщень і Шинобу Танака для подій. Спочатку гра була випущена як Dōbutsu no Mori (букв. «Ліс тварин») на Nintendo 64 в Японії в квітні 2001 року. Це остання гра, випущена Nintendo для Nintendo 64, і передостання гра, випущена для системи в Японії.
Гра була перенесена на GameCube як Dōbutsu no Mori+, випущена 14 грудня 2001 року в Японії, через вісім місяців після оригінальної гри. Ця версія містить додаткові функції, які спочатку були відсутні у версії Nintendo 64, і використовує вбудований годинник GameCube. Це призвело до появи гасла гри: «гра в реальному житті, у яку можна грати, навіть якщо ви не граєте». Dōbutsu no Mori+ коштував ¥7,140 із 92 568 копіями, проданими протягом першого тижня в Японії.
Коли Nintendo почали локалізувати Dōbutsu no Mori+ для випуску в Північній Америці під назвою Animal Crossing, гра пройшла величезний проект перекладу, у результаті якого було набагато більше тексту, ніж японська версія. Довелося не лише перекласти тисячі рядків тексту, але й перекладачам Нейту Білдорфу та Річу Амтауеру довелося створити нові свята та елементи, щоб їх можна було використовувати за межами Японії. Процес перекладу тривав загалом шість місяців, що на той час було найбільшим перекладацьким проектом Nintendo of America. Японське керівництво Nintendo було настільки вражене роботою підрозділу Nintendo of America's Treehouse, що вони повернули американський вміст до японської версії та випустили її як Dōbutsu no Mori e+ разом із новим вмістом. Вона була випущена в Японії 27 червня 2003 року, і протягом першого тижня було продано 91 658 копій.

## Рецепція
| Агрегатор    | Оцінка |
| ------------ | ------ |
| GameRankings | 86%    |
| Metacritic   | 87/100 |

| Видання       | Оцінка                 |
| ------------- | ---------------------- |
| Famitsu       | (N64) 32/40 (GC) 37/40 |
| Game Informer | 9.5/10                 |
| GamePro       | [ 19 ]                 |
| GameSpot      | 8.1/10                 |
| GameSpy       | [ 21 ]                 |
| IGN           | 9.1/10                 |

Після виходу Animal Crossing отримала схвальні відгуки критиків. На IGN гра має оцінку «видатно» 9,1.
Деякі критики високо оцінили використання в грі внутрішнього годинника та календаря GameCube та включення прихованих ігор NES. Однак інші, наприклад Пер Шнайдер з IGN, критикував аудіо та зображення за те, що вони нижчі за стандартну якість для гри GameCube. За даними сайту агрегатора рецензій Metacritic, гра отримала 87 балів зі 100, що означає «загалом схвальні відгуки» на основі 42 критиків. За даними GameRankings, гра отримала 86% балів на основі 72 оглядів. Гра мала комерційний успіх, було продано понад 2 мільйони копій по всьому світу. До липня 2006 року було продано 1,3 мільйона примірників на загальну суму 43 мільйони доларів США. Next Generation поставило її на 37 місце серед найбільш продаваних ігор, запущених для PlayStation 2, Xbox або GameCube між січнем 2000 року та липнем 2006 року в цій країні. Це одна з найбільш продаваних ігор Nintendo GameCube. В ScrewAttack оцінили її як п’яту найкращу гру GameCube у своєму списку «Farewell to the GameCube, ten GameCube games», сказавши: «Ця гра, яка грає навіть тоді, коли вас нема у ній, і може тривати до 30 років!» Популярність серіалу надихнула на створення анімаційного фільму на основі продовження гри Animal Crossing: Wild World під назвою Dōbutsu no Mori, який був випущений виключно в Японії.

### Подяки
Під час 6-ї щорічної премії Interactive Achievement Awards Академія інтерактивних мистецтв і наук нагородила Animal Crossing «Видатними інноваціями в консольних іграх», «Видатними досягненнями в ігровому дизайні» та «Консольною рольовою грою року»; вона також була номінована на «Видатні досягнення в розробці геймплея», «Консольна гра року» та «Гра року».
GameSpot назвав її найкращою грою GameCube вересня 2002 року і присудив грі щорічну нагороду «Найкраща рольова гра на GameCube». У 2002 році вона посіла друге місце в нагороді GameSpot «Гра року на GameCube», але поступилася Metroid Prime. Гра посіла 126 місце в рейтингу Electronic Gaming Monthly «200 найкращих відеоігор свого часу» в 2006 році. У 2021 році The Strong National Museum of Play включили Animal Crossing до Всесвітньої зали слави відеоігор.

## Нотатки
1. ↑  Японська: どうぶつの森+ Хепберна: Dōbutsu no Mori Prasu?, lit. Animal Forest+
2. ↑  どうぶつの森 Dōbutsu no Mori, lit. Animal Forest
3. ↑  どうぶつの森e+, lit. Animal Forest e+